# Tombe de Benei Hezir

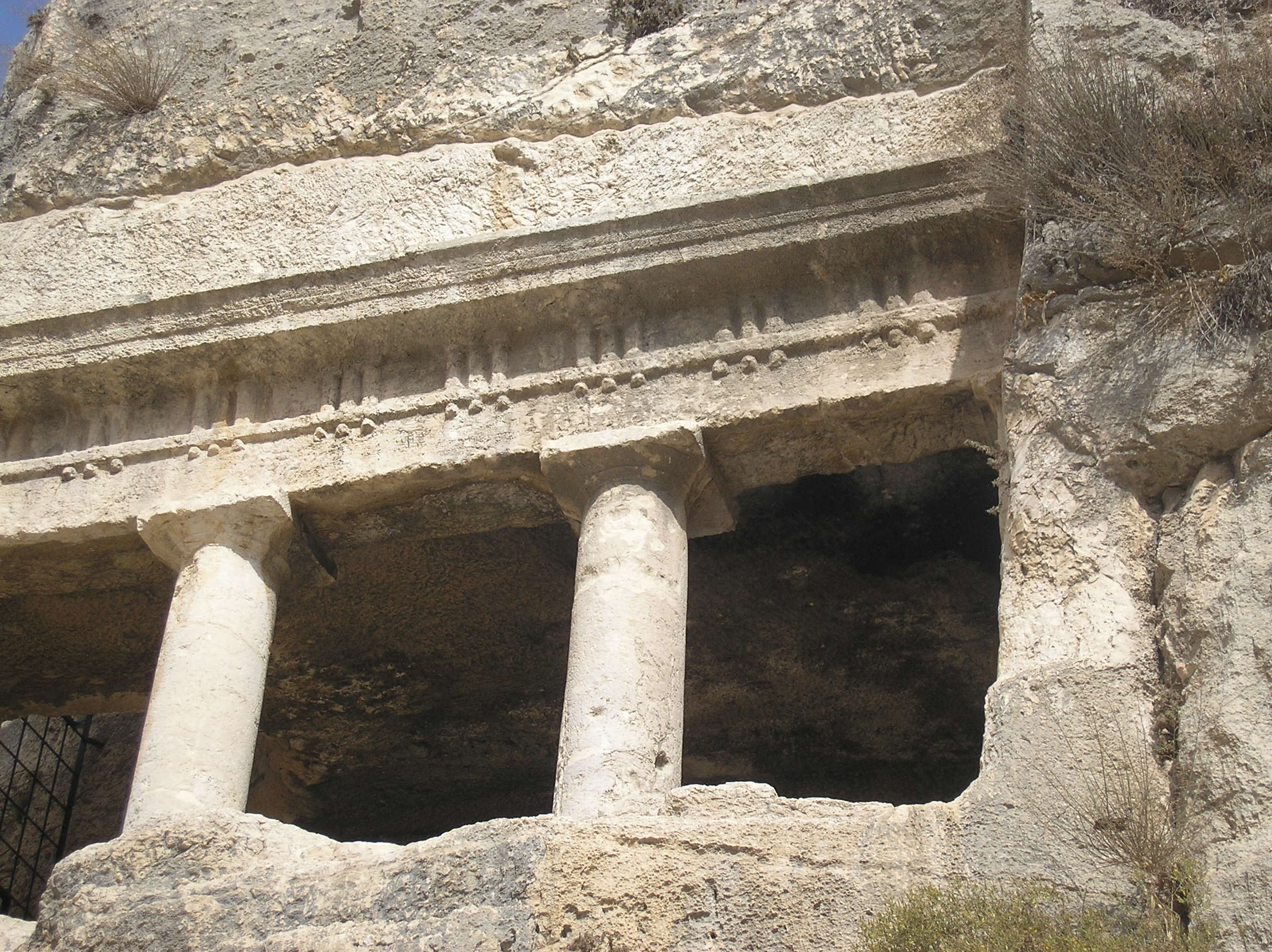

La tombe de Benei Hezir est une tombe creusée dans le roc sur le versant est de la vallée du Cédron à Jérusalem, face au cimetière juif du mont des Oliviers. C'est la plus ancienne des tombes monumentales de la vallée de Cédron; elle date de la période hasmonéenne (fin du IIe ou début du Ier siècle av. J.-C.). Elle doit son nom à l’épitaphe en hébreu inscrite sur l'architrave de la façade donnant les noms de plusieurs membres de la famille des « prêtres fils de Hezir. »
Sa façade est de style dorique. Elle possède deux colonnes et deux pilastres (distylos in antis). La frise porte dix triglyphes et neuf métopes surmontés d'une corniche. Le complexe funéraire se compose d'un porche et d'une chambre principale desservant trois autres chambres au nord, à l'est et au sud. Chacune des trois chambres possède plusieurs niches funéraires, ou kokhim. Une quatrième petite chambre possède des arcosolia sur trois côtés, il s'agit de niches surmontées par une arche et avec un espace ménagé pour accueillir un cercueil. Cette chambre à arcosolia est une addition tardive datant du Ier siècle. Des marches relient le côté sud du porche à la « tombe de Zacharie » par un corridor creusé dans le rocher. Côté nord, un escalier descend de la falaise et donne à l'intérieur du porche. Cet escalier débouche environ 2 mètres au-dessus du niveau du sol du porche. Les dernières marches de l'escalier ont pu avoir existé pendant le creusement de la tombe mais avoir été supprimées pour dégager l'espace intérieur du porche une fois la tombe terminée.
Côté nord, un monument funéraire sémitique, un nefesh, était accolé à la façade dorique; il est mentionné dans l'inscription. Il n'en subsiste que la fausse entrée dans la partie inférieure et une niche trapézoïdale dans la partie supérieure qui peut être la base d'une fausse fenêtre hexagonale. La partie supérieure du nefesh n'a pas été conservée. Plusieurs reconstructions ont été proposées pour cette partie : soit une forme pyramidale, soit une structure rectangulaire en forme de tour inspirée de l'architecture nabatéenne.
Une inscription en hébreu carré sur trois lignes figure au centre de l'architrave. Elle porte des traces de peinture rouge. Elle décrit quatre générations d'une famille de prêtres. L'inscription dit :

« Ceci est le tombeau et le nefesh d'Eleazar, Haniah, Yoezer, Yehoudah, Shimon, Yohanan

fils de Joseph fils d'Oved, Yosef et Eleazar fils de Haniah

prêtres des fils de Hezir »

La famille de Hezir est connue dans la Bible hébraïque comme étant la dix-septième garde sacerdotale qui officiait dans le Temple de Jérusalem (I Chroniques 24:15, Néhémie 10:21).